# Diplazium kidoi
Diplazium kidoi är en majbräkenväxtart som beskrevs av Satoru Kurata.
Diplazium kidoi ingår i släktet Diplazium och familjen Athyriaceae. Inga underarter finns listade i Catalogue of Life.